# Nomia maturans
Nomia maturans är en biart som beskrevs av Cockerell 1912. Nomia maturans ingår i släktet Nomia och familjen vägbin. Inga underarter finns listade i Catalogue of Life.